# Loretana maxima
Loretana maxima är en insektsart som beskrevs av Desutter-grandcolas 1991. Loretana maxima ingår i släktet Loretana och familjen syrsor. Inga underarter finns listade i Catalogue of Life.